# Estirac
Estirac är en kommun i departementet Hautes-Pyrénées i regionen Occitanien i sydvästra Frankrike. Kommunen ligger i kantonen Maubourguet som tillhör arrondissementet Tarbes. År 2022 hade Estirac 103 invånare.

## Befolkningsutveckling
Antalet invånare i kommunen Estirac
| Referens: INSEE |